# La spada di Paros
La spada di Paros (パロスの剣?, Parosu no ken) è un manga frutto della collaborazione tra le autrici giapponesi Kaoru Kurimoto ai testi e Yumiko Igarashi ai disegni. È incentrato sul romanticismo e sulle relazioni sentimentali dei protagonisti, rientrando nel genere yuri. In maniera molto simile a quanto avviene in Lady Oscar, narra anch'esso di una ragazza che vive facendosi passare per un uomo.
L'opera è stata pubblicata dal 1986 al 1987 sulla rivista Asuka di Kadokawa Shoten e poi raccolta in tre volumi tankōbon. L'edizione italiana è stata pubblicata nel 2009 da GP Publishing in due volumi.

## Trama
Nel lontano regno di Paros esiste una leggenda che ruota intorno alla sacra spada della famiglia reale. Secondo questa leggenda, in tempo di guerra, giungerà una sola persona che possa brandire tale arma e condurre il paese verso il futuro. Tale profezia, però, afferma anche che colui che porterà Paros ad un futuro di luce e prosperità è sia uomo che donna, mentre colui che porterà Paros alla distruzione, brandendo la sacra spada, non è né uomo, né tantomeno donna.
Da qualche mese, nel regno di Paros si respira aria di guerra: il vicino reame di Kauros vuole infatti conquistare - o attraverso la diplomazia, o con la guerra aperta - il prosperoso regno della spada. Ma il re di Paros non ha figli maschi, ma la sola Erminia, unica figlia, cresciuta come se fosse un ragazzo. Tutto il regno parla di lady Erminia, per il suo carattere coraggioso e ribelle, nonché per il suo valore e per la sua forza d'animo, tuttavia tutti sanno perfettamente che la giovane non può regnare, in quanto il potere reale si trasmette per linea maschile e quindi può solo andare in sposa a colui che sarà il futuro re. Ovvero, all'erede del regno di Kauros, sancendo così un legame fra i due reami, oppure ad un nobile di Paros dando vita così all'inevitabile guerra.
La verità è che Erminia non ha nessuna intenzione di assecondare i desideri del padre. Ella stessa sostiene al suo attendente personale, figlio di un nobile locale, nonché fidato amico Julius di come si senta intrappolata in un corpo di donna, pur possedendo l'animo di un uomo. Julius, segretamente innamorato di Erminia, si trova così costretto a doversi misurare con questa realtà dei fatti, fin quando nella vita dei due giovani non giunge Fiona.
Fiona è una semplice cameriera del castello di Paros, dal cuore gentile e dal carattere estroverso che tuttavia vive una vita di disagi e sofferenze a causa della sua povertà. Da piccola, Fiona incontrò in un fienile un giovane principe che si prese cura di lei per una notte, da allora vive la sua vita attendendo il momento in cui tale principe giungerà a riscattarla, non sapendo che in realtà il ragazzo in questione è proprio la principessa Erminia, di cui tutto il regno parla.
A causa di una serie fortuita di eventi, Erminia un giorno salva Fiona da un cavallo imbizzarrito e da allora le due ragazze, complice anche la fedeltà di Yuras, iniziano a frequentarsi ritrovandosi inevitabilmente ad innamorarsi l'una dell'altra, scambiandosi un bacio ed una solenne promessa di fedeltà durante la notte di carnevale della capitale del regno di Paros.
Ma la guerra è alle porte e il re di Paros non può far altro se non costringere Erminia a prendere marito. Ritrovandosi spalle al muro, Erminia decide di acconsentire al volere del padre a patto che lo sposo sia scelto attraverso una tenzone che coinvolga tutti coloro che desiderano la sua mano. L'ultimo sopravvissuto a questa serie di duelli dovrà però affrontare la stessa Erminia che accetterà di sposarsi solo nel caso di una sua sconfitta. Suo malgrado, e confidando che tale campione alla fine sia proprio il giovane Yuras, il padre accetta dando vita al torneo] che coinvolge centinaia di cavalieri, semplici soldati e persino mercenari.
Durante il duello finale, però, le truppe del vicino regno di Kauros approfittano della disattenzione delle guardie di Paros, impegnate nella selezione o sugli spalti dell'arena per vedere chi sarà il vincitore della sfida, per entrare nel regno e conquistarlo dall'interno, complice anche il tradimento dello zio paterno della stessa Erminia.
Tale tradimento non si arresta però solo nell'omicidio del legittimo re di Paros: lo zio di Erminia, infatti, è riuscito con uno stratagemma a far inserire nella lista dei cavalieri del torneo anche l'erede del regno di Kauros, erede che non solo riuscirà ad arrivare in fondo al torneo, ma che addirittura sconfiggerà Erminia (sconvolta dalla morte del padre avvenuta per avvelenamento proprio sugli spalti) e ne pretenderà quindi la mano.
Presa prigioniera dalle guardie di Kauros, Erminia è convinta d'aver perso ogni cosa: la bassa nobiltà fedele al re di Paros ha tradito per aver salva la vita e chi era invece rimasto fedele è andato incontro alla morte. Fiona sembra essere scomparsa (in realtà è stata picchiata e violentata dalle guardie di Kauros prima del duello e adesso vive in reclusione e nella vergogna nelle vicine campagne del regno). Julius è stato sconfitto ed accecato nel torneo voluto da Erminia stessa proprio dall'erede di Kauros e lo stesso re di Paros è ormai morto.
Proprio quando tutto sembra volgere per il peggio, i contadini del regno di Paros insorgono nel tentativo di riprendersi quanto è andato perso. Alla testa del gruppo che si batterà per liberare Erminia, c'è proprio Fiona che, innamorata della principessa, alla notizia di come Erminia sia andata presa prigioniera si scopre a reagire per salvare la vita dell'amata.
Nel finale, la principessa di Paros viene liberata proprio da Fiona e con lei può scappare, allontanandosi dai due reami in guerra, nell'attesa che giungano nuovi giorni in cui magari riprendere possesso del regno andato perduto.

## Personaggi
Erminia (エルミニア?, Eruminia)
Unica erede al trono di Paros, ha sempre rifiutato la propria condizione di principessa considerando se stessa come una donna dal cuore di uomo.
Fiona (フィオナ?, Fiona)
Una giovane lavandaia serva al palazzo reale di Paros. Orfana, ha sempre sognato per sé un matrimonio con un bellissimo principe e per la sua ingenuità è spesso schernita, anche crudelmente, dalle altre serve.
Julius (ユリアス?, Yuriasu)
Poiché orfano di madre, è stato cresciuto come un fratello per la principessa Erminia. Col tempo Julius ha sviluppato dei sentimenti romantici non ricambiati per la battagliera erede al trono, che amandolo come un fratello lo respinge più volte.
Faon (ファオン?, Faon)
Erede al trono del vicino regno di Kauros. È un principe viaggiatore, e si scontra a duello per la prima volta contro Erminia durante i festeggiamenti del carnevale a Paros, quando entrambi partecipano in incognito ai festeggiamenti popolari.
Alphonse (アルフォンス?, Arufonsu)
Fratello del re e zio di Erminia, Alphonse ha da sempre dei fitti traffici col regno rivale di Kauros. La sua brama di potere e la sua naturale predisposizione all'inganno fanno di lui una figura viscida e falsa, fautore di sotterfugi di corte e delitti nell'ombra.

## Manga
In Giappone la serie è stata prima pubblicata a puntate sulla rivista Asuka, poi raccolta in tre volumi tankōbon nel 1987. In Italia la casa editrice GP Publishing ha preferito, invece, raccogliere tutti i capitoli in soli due volumi.
| Nº | Data di prima pubblicazione | Data di prima pubblicazione | Data di prima pubblicazione |
| Nº | Giapponese                  | Giapponese                  |                             |
| -- | --------------------------- | --------------------------- | --------------------------- |
| 1  | febbraio 1987               | ISBN 4-04-924001-7          |                             |
| 2  | marzo 1987                  | ISBN 4-04-924006-8          |                             |
| 3  | maggio 1987                 | ISBN 4-04-924012-2          |                             |

| Nº | Data di prima pubblicazione | Data di prima pubblicazione | Data di prima pubblicazione |
| Nº | Italiano                    | Italiano                    |                             |
| -- | --------------------------- | --------------------------- | --------------------------- |
| 1  | 22 novembre 2009            | ISBN 9788864680392          |                             |
| 2  | 20 dicembre 2009            | ISBN 9788864680408          |                             |